# جون وینسنت
جون وینسنت (انگلیسی: June Vincent; ۱۷ ژوئیهٔ ۱۹۲۰ – ۲۰ نوامبر ۲۰۰۸) هنرپیشه اهل ایالات متحده آمریکا بود.
از فیلم‌ها یا برنامه‌های تلویزیونی که وی در آن نقش داشته‌است می‌توان به فرشته سیاه، دانشکده اشاره کرد.